# Enrique Vicente Hernández
Enrique Vicente Hernández, conosciuto all'epoca come Quique, (Salamanca, 8 febbraio 1945) è un ex calciatore spagnolo, di ruolo difensore.

## Carriera
Con l'Atlético Madrid ha vinto due campionati (1969-70, 1972-73) e una Coppe di Spagna (1971-72).

## Palmarès

### Club

#### Competizioni nazionali
- Campionato spagnolo: 2

Atlético Madrid: 1969-1970, 1972-1973
- Coppa di Spagna: 1

Atlético Madrid: 1971-1972